# Hörhof (Creußen)
Hörhof (oberfränkisch: Höahuf) ist ein Gemeindeteil der Stadt Creußen im Landkreis Bayreuth (Oberfranken, Bayern). Hörhof liegt in der Gemarkung Boden.

## Lage
Die Einöde liegt im Norden der Fränkischen Alb auf einer Rodungsinsel im Forst Thiergarten, ein wenig unterhalb des östlichen Ortsrandes fließt der Rote Main vorbei. Ein Anliegerweg führt 300 Meter westlich zur Bundesstraße 2.

## Geschichte
Der Ortsname wird als „Zum Hof eines Herder oder Herold“ gedeutet. Die Texte der ersten urkundlichen Erwähnungen von Hörhof waren:
- 1403: „zu dem Herdershofe unter Crewsen auf der straße“
- 1421: „Vlrich Strobel recepit den zehenden zum Heroltzhoff gelegen zwischen Bayerreut und Creußen vff der Straß“
- 1499: „Heroltshofe“
- 1557: „einen hof zum Herehoff, dorauf Hannß Offner mit seiner zugehörung mit sambt dem holz dabey und einem weyer daselbst“
- 1568: „zum Heerhof, darauf Hans Widmann siczt“[7]

Von 1791/92 bis 1810 unterstand Hörhof dem preußische Justiz- und Kammeramt Bayreuth. Mit dem Gemeindeedikt (frühes 19. Jahrhundert) wurde Hörhof dem Steuerdistrikt Creußen und der Ruralgemeinde Bühl zugewiesen. Im Rahmen der Gebietsreform in Bayern wurde Hörhof am 1. Januar 1972 in die Stadt Creußen eingegliedert.

## Baudenkmäler
- Ein paar hundert Meter nordwestlich von Hörhof und nahe der Nordostecke des Schwarzweihers (Standort) steht ein denkmalgeschützter Kreuzstein. Das aus Sandstein bestehende Objekt stammt höchstwahrscheinlich aus dem Spätmittelalter.

## Wirtschaft und Infrastruktur

### Unternehmen
Im westlichen Teil des Ortes und unmittelbar östlich der Bundesstraße 2 befindet sich das Betriebsgelände einer Lkw-Spedition, zu der auch eine Dieseltankstelle gehört.

### Verkehr
Vom ÖPNV wird die Einöde an einer Haltestelle der Regionalbuslinie 387 des VGN bedient, die die Einöde mit Creußen verbindet. Mit dem Bahnhof Creußen(Oberfr) befindet sich dort auch der nächstgelegene Eisenbahnhaltepunkt.

## Religion
Ebenso wie die protestantisch geprägte Kernstadt gehört die Bevölkerung von Hörhof überwiegend der evangelisch-lutherischen Konfession des Christentums an. Die Protestanten werden von der evangelischen Pfarrei Creußen betreut, während die römisch-katholischen Bewohner der katholischen Pfarrei in Thurndorf angehören.